# Saint-Dalmas-le-Selvage
Saint-Dalmas-le-Selvage är en kommun i departementet Alpes-Maritimes i regionen Provence-Alpes-Côte d'Azur i sydöstra Frankrike. Kommunen ligger  i kantonen Saint-Étienne-de-Tinée som ligger i arrondissementet Nice. År 2022 hade Saint-Dalmas-le-Selvage 102 invånare.

## Befolkningsutveckling
Antalet invånare i kommunen Saint-Dalmas-le-Selvage
Referens: INSEE

## Galleri

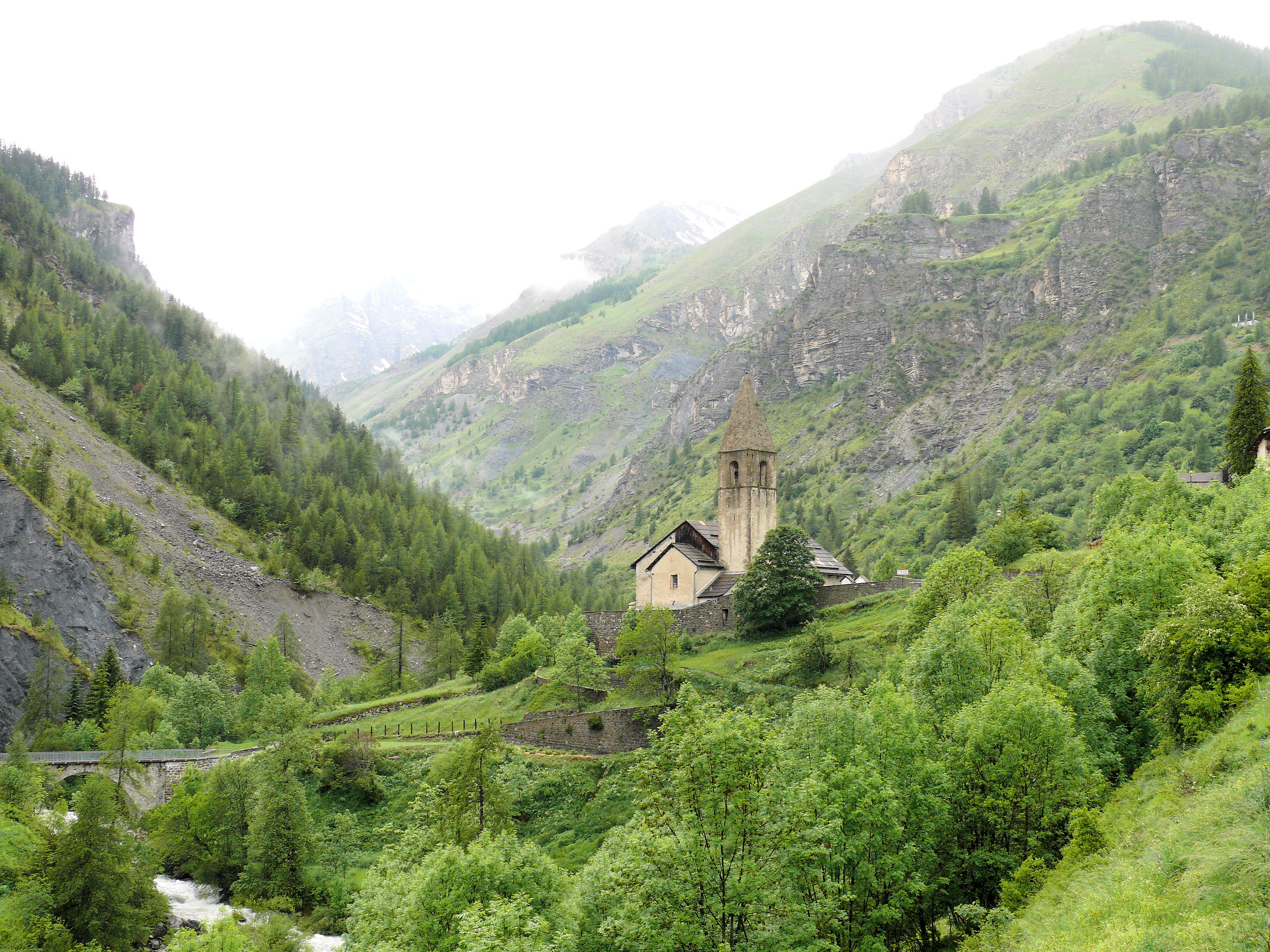
Kyrkan Saint-Dalmas
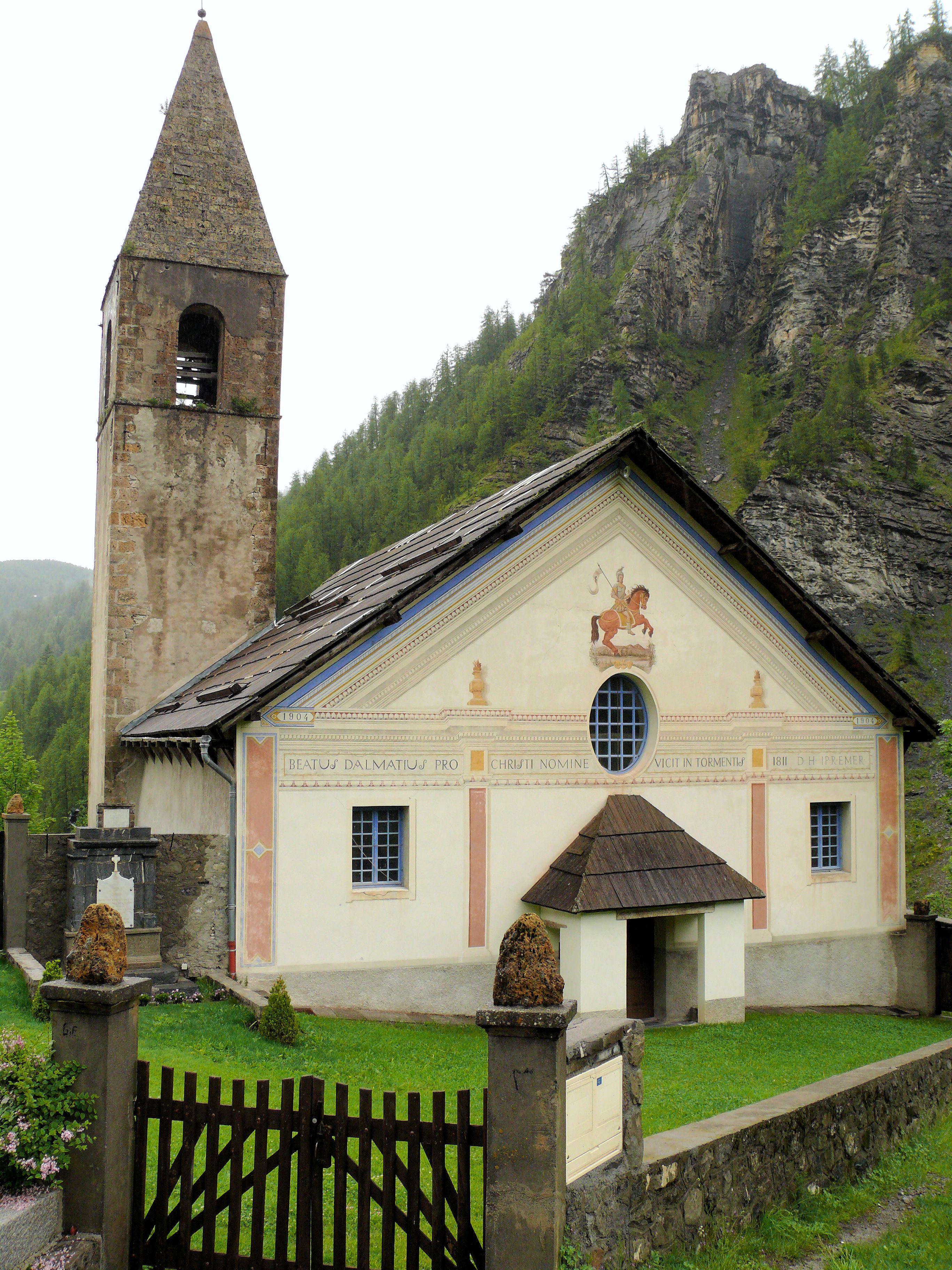
Kyrkan Saint-Dalmas
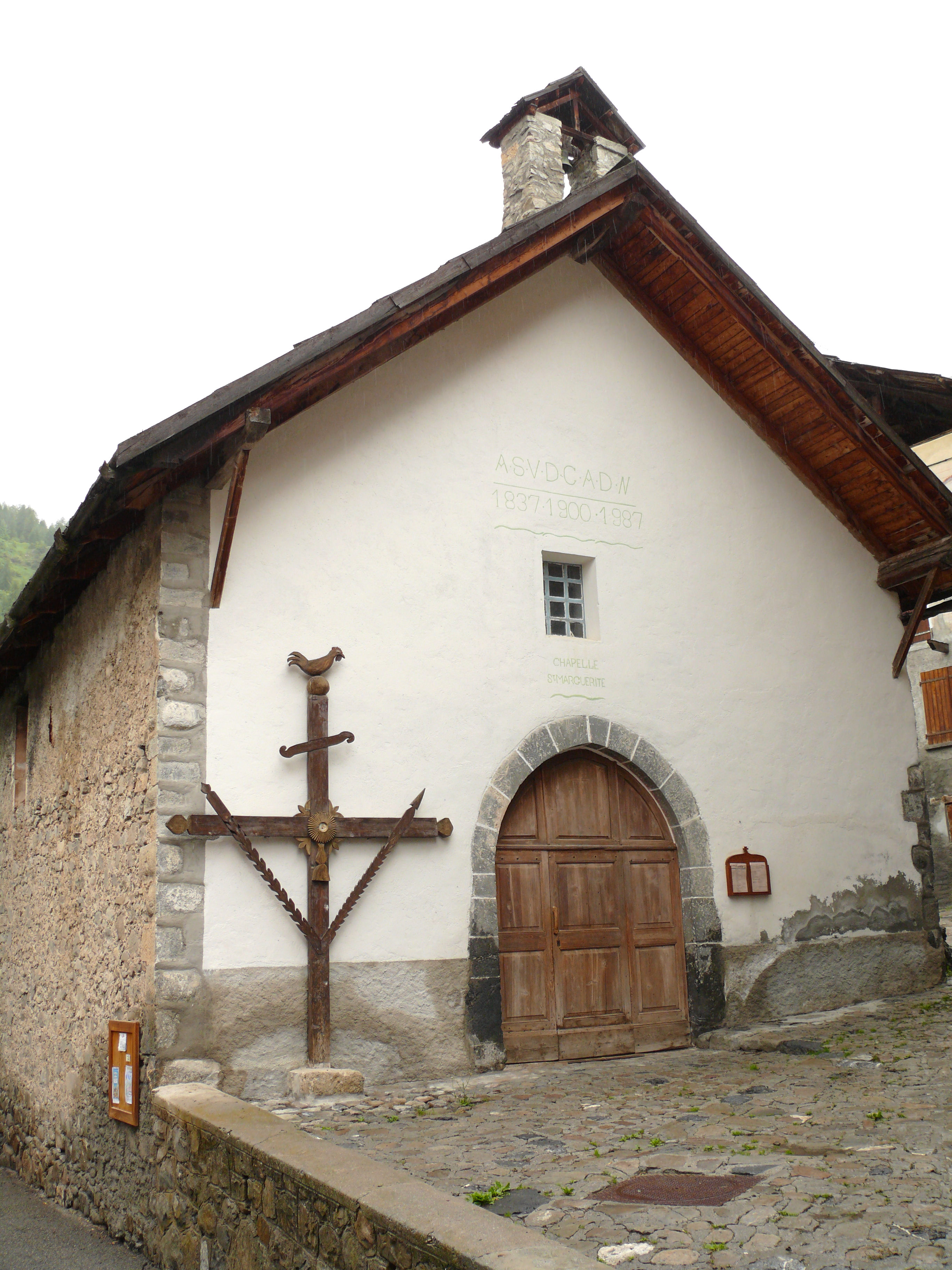
Kapellet Sainte-Marguerite
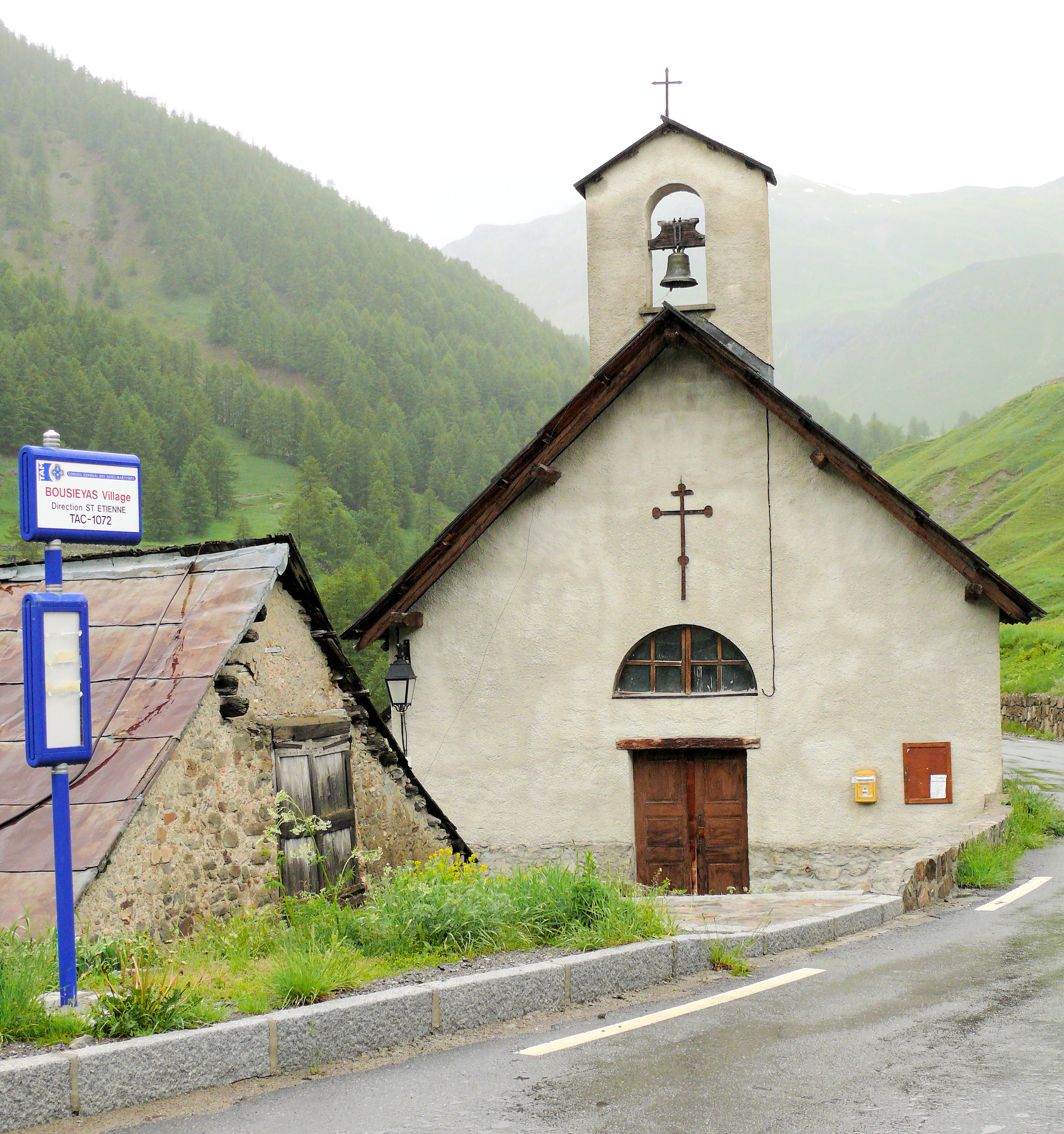
Bousieyas kyrka